# Ana Moser
Ana Beatriz Moser (Blumenau, Santa Catarina; 14 d'agost de 1968) és una exvoleibolista i exministra d'Esports del Brasil, càrrec que va exercir de gener a setembre de 2023.
Va ser una de les millors voleibolistes brasileres en la dècada del 1990 i va formar part de la selecció que va guanyar la primera medalla olímpica pel voleibol femení brasiler. Va disputar tres edicions dels Jocs Olímpics, i ha sigut medallista també al Campionat Mundial, Copa del Món, Copa Grand Champions i Jocs Panamericans. Va ser la capitana de la selecció principal en diverses competicions i va obtenir títols importants, com el tricampionat del Grand Prix i el bicampionat en el Mundial de Clubs.
Dos anys després de la seva retirada, el 2001, Ana Moser va ser la principal articuladora en la fundació d'una ONG dedicada a incentivar la pràctica d'esports en una perspectiva ciutadana: l'Institut Esport i Educació. El 2003 va ser elegida vicepresident de la Comissió Nacional d'Atletes (CNA), organisme inserit dins l'estructura del Consell Nacional de l'Esport brasiler.
L'1 de gener de 2023 va ser nomenada Ministra d'Esports en el 3r govern Lula, convertir-se en la primera dona en assumir aquesta cartera i la primera ministra obertament lesbiana en la història del Brasil. Va ser reemplaçada per André Fufuca el 13 de setembre, dintre d'una reforma del gabinet ministerial.

## Palmarès

### Clubs
- Campionat Paulista (10): 1985, 1986, 1987,1988, 1989, 1990, 1991, 1993, 1995 i 1997.[11]
- Copa São Paulo: 1999.
- Jocs Regionals de São Paulo (3): 1993, 1994 i 1995.
- Lliga Nacional de Clubs de Voleibol Femení (4): 1988-89, 1989-90, 1990-91 i 1991-92.
- Superlliga Brasilera A: 1994-95.[12]
- Campionat Sud-americà de Clubs (5): 1988, 1989, 1990, 1991 i 1992.
- Copa Internacional: 1995.
- Campionat Mundial (2): 1991, 1994.
- International Volleyball Hall of Fame: 2009.[13]

### Selecció
| Competició        | 1              | 2         | 3    |
| ----------------- | -------------- | --------- | ---- |
| Jocs Olímpics     |                |           | 1996 |
| Campionat Mundial |                | 1994      |      |
| Copa del Món      |                | 1995      | 1999 |
| Grand Prix        | 1994 1996 1998 | 1995 1999 |      |
| Copa de Campions  |                |           | 1997 |
| Jocs Panamericans |                | 1991      |      |